# Michael Klier
Michael Klier (* 16. Januar 1943 in Karlsbad, Sudetenland) ist ein deutscher Filmregisseur und Drehbuchautor.

## Leben und Werk
Michael Klier wurde in Karlsbad geboren. 1947 floh die Familie aus der Tschechoslowakei nach Zittau in die Sowjetische Besatzungszone; 1961 dann in die Bundesrepublik Deutschland. Klier erlernte zunächst den Beruf des Theatermalers, lebte einige Jahre in Paris und war Fußballer. Ab 1969 studierte er Philosophie und Geschichte an der FU Berlin.
Klier drehte zahlreiche Kurzfilme und TV-Porträts, unter anderem über  Jean-Marie Straub, Roberto Rossellini, François Truffaut (bei dem er hospitierte), Claude Sautet, Godards Kameramänner und Henri Alekan. Für seinen Spielfilm Ostkreuz erhielt er den Regiepreis Filmfest München, den Bayerischen Filmpreis, den Grimme-Preis uvm., für Überall ist es besser, wo wir nicht sind den Hessischen Filmpreis, den Preis der Deutschen Filmkritik, Fernsehfilmpreis der Deutschen Akademie der Darstellenden Künste. Klier war Regiedozent an der DFFB Berlin, HFF München, HFF Babelsberg.
Michael Klier lebt in Berlin. Sein jüngerer Bruder, der Musiker Gottfried Klier, Vater der Fotografin Nadja Klier, war in den 1970er Jahren mit Freya Klier verheiratet.

## Filmografie
- 1963: Probeaufnahmen, Kurzfilm mit Rolf Zacher (Drehbuch, Regie)
- 1965: Ferrari, Kurzfilm, Preise, Kritikerpreis (Drehbuch, Regie)
- 1965: Projekt Katz und Maus, Kurzfilm (Drehbuch, Regie)
- 1965: Das Abitur, Kurzfilm (Drehbuch, Regie)
- 1965: Yeah Yeah, Kurzfilm (Drehbuch, Regie)
- 1965: 19. September, Dokumentarfilm mit Robert van Ackeren (Drehbuch, Schnitt)
- 1970: Nicht versöhnt. Jean-Marie Straub in Italien (Drehbuch, Regie)
- 1976: Roberto Rossellini, Kurzfilm (Drehbuch, Regie)
- 1977: Interview Sautet/Godard, Kurzfilm (Drehbuch, Regie, gemeinsam mit Wilfried Reichart)
- 1978: Truffaut und die Frauen, Kurzfilm (Drehbuch, Regie)
- 1978: Zwischen zwei Kriegen, Spielfilm (als Darsteller, Regie: Harun Farocki)
- 1981: Godards Kameramänner, Kurzfilm (Drehbuch, Regie)
- 1982: Schauspielerei. Gesten und Gesichter, Kurzfilm (Drehbuch, Regie)
- 1983: System ohne Schatten, Spielfilm (als Darsteller zusammen mit Bruno Ganz, Regie: Rudolf Thome)
- 1983: Der Riese, Video-Dokumentar-Film (Regie, Drehbuch, Kamera, Produzent)
- 1986: Casting, Dokumentarfilm über Juliette Binoche, Beatrice Dalle u. a. (Drehbuch, Regie, Co-Produzent)
- 1989: Die Kleinen Schwestern der Nouvelle Vage und Die Viererbande von Jacques Rivette, Kurzfilm (Regie, gemeinsam mit Norbert Jochum)
- 1989: Überall ist es besser, wo wir nicht sind, TV-Spielfilm (Regie, Drehbuch, Co-Produzent)
- 1991: Ostkreuz, TV-Spielfilm (Regie, Drehbuch mit Karin Åström, Produzent)
- 1995: Out of America, Dokumentarfilm (Regie, Drehbuch, Co-Produzent)
- 2001: Heidi M., Spielfilm (Regie, Drehbuch)
- 2003: Ein Mann boxt sich durch, Episode aus 99eurofilms (Drehbuch, Regie, Co-Produzent)
- 2004: Farland, Spielfilm (Regie, Drehbuch)
- 2005: Der Rote Kakadu, Spielfilm (Drehbuch mit Karin Åström und Günter Schütter, Regie Dominik Graf)
- 2009: Alter und Schönheit, (Regie, Drehbuch)
- 2018/19: Idioten der Familie, Spielfilm (Regie, Drehbuch, Produzent)

## Auszeichnungen
- Hessischer Filmpreis / Preis der deutschen Filmkritik / Adolf-Grimme-Preis mit Gold 1990 für Überall ist es besser, wo wir nicht sind
- Regiepreis Filmfest München 1991 / Bayrischer Filmpreis 1991 / Kritiker Preis 1991 / Preis der Darstellenden Künste / Publikumspreis Locarno 1991 / Grimme-Preis 1991 für Ostkreuz